# Guttula
Guttula là một chi ốc biển, là động vật thân mềm chân bụng sống ở biển trong họ Seguenziidae.

## Hình ảnh

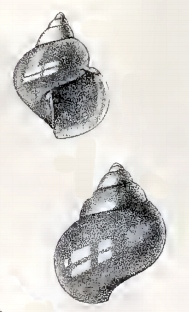

## Các loài
Các loài trong chi Guttula gồm có:
- Guttula galatheae Knudsen, 1964[3]